# Hoằng Nhẫn
Hoằng Nhẫn (zh. 弘忍 hóngrěn, ja. gunin, 601-674), cũng được gọi là Đại Mãn Hoằng Nhẫn, Hoàng Mai Hoằng Nhẫn, là Thiền sư Trung Quốc, vị Tổ thứ năm của Thiền tông. Sư kế thừa tổ nghiệp từ Tứ Tổ Đạo Tín, dưới sự giáo hóa của sư, Thiền Tông phát triển thịnh hành, có nhiều người đắc pháp nên người đời tôn xưng gọi là Pháp môn Đông Sơn, lấy tư tưởng của Kinh Kim Cương Bát Nhã thay thế cho Kinh Nhập Lăng Già. Sư có nhiều môn đệ, trong đó nổi bật nhất là hai vị đại sư hình thành nên hai tư tưởng Thiền khác nhau: Lục Tổ Huệ Năng sáng lập Thiền Nam Tông, chủ trương Đốn Ngộ, về sau trở thành Thiền Tông chính tông và Thiền sư Ngọc Tuyền Thần Tú sáng lập Thiền Bắc Tông, chủ trương Tiệm Tu.

## Cơ duyên đắc pháp
Theo truyền thuyết ghi lại trong Phật Tổ Lịch Đại Thông Tải của Thiền sư Mai Ốc Niệm Thường, Ngũ Tổ Hoằng Nhẫn kiếp trước vốn là một ông lão trồng cây tùng (Tài Tùng Đạo giả). Vì ngưỡng mộ Tứ Tổ Đạo Tín, ông tỏ ý xin được nghe Tứ Tổ thuyết pháp, theo Tứ tổ tu hành. Tứ Tổ thấy ông đã già e rằng thời gian ông chẳng còn sống được bao lâu, khó có thể kế thừa Tổ vị, làm rạng danh Phật pháp nên nói với ông: "Ông nay tuổi đã cao, nếu đầu thai lại, ta sẽ ráng sống chờ ông." Nghe vậy, ông lão trồng tùng liền đến bến sông nọ, gặp một người con gái và hỏi xin ngủ nhờ ở nhà cô gái (ẩn ý là muốn xin thác thai nhờ vào cô gái). Cô gái bảo để về nhà hỏi anh trai xem có cho ông già ngủ nhờ được không và được đồng ý, không lâu sau thì ông già qua đời. Mấy tháng sau người con gái ấy bỗng nhiên không chồng mang thai và sinh ra sư. Vì không có chồng mà mang thai nên cô gái bị cha mẹ đuổi ra khỏi nhà. Kể từ đó, hai mẹ con sư đi xin ăn để sống. Người ta gọi sư là đứa trẻ không họ ở huyện Hoàng Mai.
Còn theo Cảnh Đức Truyền Đăng Lục chép, sư họ Chu (lấy theo họ mẹ), quê ở huyện Hoàng Mai, Kỳ Châu, khi sinh ra đã có dị tướng. Lúc trẻ, sư đi chơi gặp một vị đại sư được khen rằng: "Đứa trẻ này chỉ kém Như Lai có bảy tướng."
Ngày nọ, Tứ Tổ Đạo Tín đến huyện Hoàng Mai, trên đường gặp sư, khi ấy sư còn là đứa trẻ 7 tuổi. Thấy sư thanh tú, kỳ lạ, khác hẳn những trẻ bình thường khác.
Tứ Tổ hỏi: "Con tính (họ) gì?"
Sư đáp: "Tính thì có, nhưng không phải tính thường."
Tổ hỏi: "Là tính gì?"
Sư đáp: "Là tính Phật."
Tổ hỏi: "Con không có tính (họ) à?"
Sư đáp: "Tính vốn không, nên không có."
Tổ biết sư là pháp khí, liền bảo thị giả đến nhà sư, xin cho sư được phép xuất gia. Người mẹ cho là sư vốn có duyên xưa, mặt không lộ vẻ từ chối, liền cho con xuất gia theo Tổ làm đệ tử cho đến khi được phó pháp, truyền y bát.
Một hôm Tổ đọc kệ truyền pháp cho sư:
Phiên âm
Hoa chủng hữu sinh tính
Nhân địa hoa sinh sinh
Đại duyên dữ tánh hợp
Đương sinh, sinh bất sinh.
Tạm dịch
Giống hoa có tính sinh
Do đất hóa nảy sinh
Đại duyên cùng tính hợp
Đương sinh, sinh chẳng sinh.
Kể từ đó, sư kế thừa Tứ Tổ Đạo Tín trở thành Ngũ Tổ của Thiền tông Trung Quốc.

## Hoằng pháp
Sau khi Tứ tổ qua đời, sư thành lập một Thiền viện trên núi Hoàng Mai và truyền bá Thiền tông rộng rãi, hình thành nên pháp môn Đông Sơn lấy Kinh Kim Cương Bát Nhã thay thế cho Kinh Lăng Già. Tư tưởng của Ngũ Tổ Hoằng Nhẫn lấy việc liễu ngộ bản tâm làm tông chỉ, giữ gìn tâm trong sạch vô niệm làm cốt yếu của sự tham học... 
Cũng tại nơi Thiền viện này đã xảy ra chuyện truyền y bát cho Huệ Năng và sự phân chia của Thiền tông ra Nam thiền và Bắc thiền, biểu hiệu của một bước ngoặt lớn trong lịch sử Thiền tông Trung Quốc.
Niên hiệu Thượng Nguyên năm thứ hai (674), sư nói với các môn đệ: "Việc ta nay đã xong, đến lúc phải đi thôi." Rồi vào thất, ngồi an nhiên thị tịch, thọ 74 tuổi. Đệ tử xây tháp thờ tại Đông Sơn, Hoàng Mai. Vua Đường Đại Tông ban hiệu là Đại Mãn Thiền sư, tháp hiệu Pháp Vũ.
Tương truyền sư có để lại tác phẩm Ngũ Tổ Hoằng Nhẫn Đại Sư Tối Thượng Thừa Luận (1 quyển) và có người cho rằng đây là sách ngụy tạo, không phải của Ngũ Tổ.

## Pháp ngữ
Có người hỏi: "Người học tập Phật pháp sao không ở chốn thành thị, tại nơi mọi người tụ tập, mà phải cư trú chốn núi non?"
Sư đáp: "Cây gỗ dùng để cất nhà lớn, bổn lai phải xuất xứ từ sơn cốc âm u, không thể ở tại nơi người tụ hội mà trưởng thành. Bởi vì xa nhân quần thì không bị dao búa chặt róc tổn thương, có thể từ từ lớn lên thành đại thọ, ngày sau mới có thể dùng làm rường cột. Do đó mà người học tập Phật pháp nên ở tại hang hốc mà di dưỡng tinh thần, xa lánh trần thế phiền não huyên náo, nên tại chôn núi sâu tu dưỡng tính tình, lâu dài từ biệt tạp nhiễm của thế tục. Trước mắt không có tục vật, trong tâm tự nhiên an ninh. Việc học Thiền giống như trồng cây, khiến cho ra hoa kết quả."